# Powiat de Grajewo
Le powiat de Grajewo (en polonais : powiat grajewski) est un powiat appartenant à la voïvodie de Podlachie dans le nord-est de la Pologne.

## Division administrative

Carte du powiat

Le powiat de Grajewo comprend 6 communes :
- 1 commune urbaine : Grajewo ;
- 3 communes rurales : Grajewo, Radziłów et Wąsosz ;
- 2 communes mixtes : Rajgród et Szczuczyn.

| Gmina           | Type         | Superficie (km²) | Population (2006) | Siège     |
| Grajewo         | urbain       | 18,9             | 22 651            |           |
| Gmina Szczuczyn | urbain-rural | 115,7            | 6 675             | Szczuczyn |
| Gmina Rajgród   | urbain-rural | 207,2            | 5 539             | Rajgród   |
| Gmina Grajewo   | rural        | 308,1            | 6 142             | Grajewo   |
| Gmina Radziłów  | rural        | 199,4            | 5 114             | Radziłów  |
| Gmina Wąsosz    | rural        | 117,9            | 3 999             | Wąsosz    |

## Démographie
Données du 30 juin 2006 :
| Description | Total  | Total | Femmes | Femmes | Hommes | Hommes |
| ----------- | ------ | ----- | ------ | ------ | ------ | ------ |
| Unité       | Nombre | %     | Nombre | %      | Nombre | %      |
| Population  | 49 327 | 100   | 24 843 | 50,36  | 24 484 | 49,64  |
| Urbain      | 27 583 | 55,92 | 14 151 | 28,69  | 13 432 | 27,23  |
| Rural       | 21 744 | 44,08 | 10 692 | 21,68  | 11 052 | 22,41  |

## Histoire
La Powiat de Grajewo est créée le 1er janvier 1999, à la suite des réformes polonaises de gouvernement local passées en 1998 et est rattachée à la voïvodie de Podlachie.